# Rue Belhomme
Pour les articles homonymes, voir Belhomme.
La rue Belhomme est une voie du 18e arrondissement de Paris, en France.

## Situation et accès
La rue Belhomme est une voie publique située dans le 18e arrondissement de Paris. Elle débute au 20, boulevard Marguerite-de-Rochechouart et se termine au 7, rue de Sofia.

## Origine du nom
Cette rue porte le nom de M. Belhomme, propriétaire du terrain sur lequel la voie a été ouverte et qui fut maire de Montmartre.

## Historique
Cette voie située autrefois sur le territoire de l'ancienne commune de Montmartre sous sa dénomination actuelle a été classée dans la voirie de Paris par un décret du 4 septembre 1878, son classement ayant été ajourné en 1863.
Autrefois, existait place Belhomme disparue depuis la suppression des murs d'octroi et aujourd'hui englobée dans le boulevard Rochechouart, entre les rues Belhomme et Bervic, un cabaret très ancien, où, sous Louis-Philippe, se réunissaient tous les conspirateurs de l'époque pour y parler politique. Ils y tenaient deux réunions par semaine, le lundi et le jeudi. Le jeudi on présentait les affidés le lundi on les recevait. Les habitués de l'endroit étaient Marc Caussidière, Albert, Sébastien Fargin-Fayolle et d'autres encore qui devaient comme eux en 1848, faire partie du gouvernement provisoire. L'amusant de l'affaire est que ce cabaret était tenu par un individu attaché à la police, de telle sorte que constamment mis au courant de ce qui se passait dans ces réunions, le gouvernement n'ayant rien à craindre, fit fermer l'établissement en 1846, et arrêter quelques clients.
Pendant le siège de 1870, le Cabaret de Belhomme, rétabli un peu plus loin, avait pour patron un nommé Bastié « un vieux de 48 » chez lequel les gardes nationaux allaient jouer à la roulotte quand ils n'étaient pas de faction. Bastié mourut pendant la Commune.